# Élections législatives de 1924 dans le Tarn
Les élections législatives de 1924 ont eu lieu le 11 mai.

## Élus
|   | Député sortant        |  | Groupe parlementaire                | Député élu          |                 | Groupe parlementaire          |
| - | --------------------- |  | ----------------------------------- | ------------------- | --------------- | ----------------------------- |
| 1 | Joseph de Belcastel   |  | Entente républicaine démocratique   | Henry Simon         |                 | Radical et radical-socialiste |
| 2 | Élie Dor de Lastours  |  | Entente républicaine démocratique   | François Morel      |                 | Radical et radical-socialiste |
| 3 | Louis Mauriès         |  | Entente républicaine démocratique   | Joseph Paul-Boncour |                 | Parti socialiste              |
| 4 | François Reille-Soult |  | Entente républicaine démocratique   | Henri Sizaire       |                 | Parti socialiste              |
| 5 | Henry Simon           |  | Parti radical et radical-socialiste | Siège supprimée     | Siège supprimée | Siège supprimée               |
| 6 | Albert Thomas         |  | Parti socialiste                    | Siège supprimée     | Siège supprimée | Siège supprimée               |

## Résultats départementaux

### Par listes
| Listes         | Listes                               | Premier tour | Premier tour | Sièges |
| Listes         | Listes                               | Voix         | %            | Sièges |
| -------------- | ------------------------------------ | ------------ | ------------ | ------ |
|                | Liste du Bloc des Gauches            | 47 274       | 57,13        | 4      |
|                | Liste d'Union nationale républicaine | 31 641       | 38,23        | 0      |
|                | Liste du Bloc ouvrier-paysan         | 2 781        | 3,36         | 0      |
|                |                                      |              |              |        |
| Inscrits       | Inscrits                             | 97 627       | 100,00       | 4      |
| Votants        | Votants                              | 84 238       | 86,29        |        |
| Abstention     | Abstention                           | 13 389       | 13,71        |        |
| Blancs et nuls | Blancs et nuls                       | 1 483        | 13,71        |        |
| Exprimés       | Exprimés                             | 82 755       | 86,29        |        |

### Par candidats
| Candidat       | Candidat              | Tendance       | Premier tour | Premier tour |
| Candidat       | Candidat              | Tendance       | Voix         | %            |
| -------------- | --------------------- | -------------- | ------------ | ------------ |
|                | François Reille-Soult | FR             | 31 845       | 38,48        |
|                | Joseph de Belcastel   | FR             | 31 497       | 38,06        |
|                | Élie Dor de Lastours  | FR             | 31 435       | 37,99        |
|                | Louis Mauriès         | FR             | 31 789       | 38,41        |
|                |                       |                |              |              |
|                | Henry Simon           | PRRRS          | 47 589       | 57,51        |
|                | Joseph Paul-Boncour   | SFIO           | 47 427       | 57,31        |
|                | François Morel        | PRRRS          | 47 322       | 57,18        |
|                | Henri Sizaire         | SFIO           | 46 761       | 56,51        |
|                |                       |                |              |              |
|                | Conté                 | PC-SFIC        | 2 868        | 3,47         |
|                | Dalet                 | PC-SFIC        | 2 766        | 3,34         |
|                | Paba                  | PC-SFIC        | 2 733        | 3,30         |
|                | Teste                 | PC-SFIC        | 2 760        | 3,34         |
|                |                       |                |              |              |
| Inscrits       | Inscrits              | Inscrits       | 97 627       | 100,00       |
| Votants        | Votants               | Votants        | 84 238       | 86,29        |
| Abstention     | Abstention            | Abstention     | 13 389       | 13,71        |
| Blancs et nuls | Blancs et nuls        | Blancs et nuls | 1 483        | 13,71        |
| Exprimés       | Exprimés              | Exprimés       | 82 755       | 86,29        |